# 涙を味方にして
『涙を味方にして』（なみだをみかたにして）は、1996年9月21日に発売されたINFIXの11枚目のシングル。

## 内容
前作に続き、表題曲のタイトルが「涙」から始まっている。テレビ東京系「P-Walker」エンディング・テーマ。

## 収録曲
全編曲：infix
1. 涙を味方にして
作詞：久和カノン・長友仍世　作曲：長友仍世・佐藤晃
2. DEVIL
作詞：長友仍世　作曲：佐藤晃
3. 涙を味方にして（オリジナル・カラオケ）

## エピソード
PVでドラムの大神がタバコを手に持っているシーンがあるがあくまでも演出のためであり、本人曰くタバコは匂いが嫌いで吸わないとのことであり、撮影の際はタバコの持ち方がわからずギターの佐藤が指導してくれたという｡